# قطعنامه ۸۵۵ شورای امنیت
قطعنامه ۸۵۵ شورای امنیت سازمان ملل متحد که در تاریخ ۰۹ اوت ۱۹۹۳ تصویب شد، سندی بین‌المللی دربارهٔ جمهوری فدرال یوگسلاوی است. این قطعنامه طی نشست ۳۲۶۲ام با ۱۴ رای موافق، ۰ مخالف و ۱ ممتنع تصویب شد.